# Den mörka sidan
Den mörka sidan (franska: Face cachée) är en fransk-belgisk tecknad serie, skriven av belgaren Sylvain Runberg och tecknad av fransmannen Olivier Martin. Den originalpublicerades i två volymer 2010 och 2011 hos franska förlaget Futuropolis. 2013 kom del ett i översättning hos Ordbilder Media.

## Handling
Serien kretsar kring några anställda på ett konsultföretag i centrala Tokyo. Huvudpersonen Satoshi Okada verkar ägna hela sitt liv åt arbetet. Han har fru och barn i en annan stad; han kan inte dagspendla hem så han bor under veckorna på ett kapselhotell. På kontoret arbetar också den 26-åriga sekreteraren Mayumi Watanabe, som bland annat försöker få relationerna till sina föräldrar att fungera. Men hon söker också något annat. Och hon försöker bilda sin en uppfattning om vem Satoshi är, vilket inte visar sig vara så lätt.

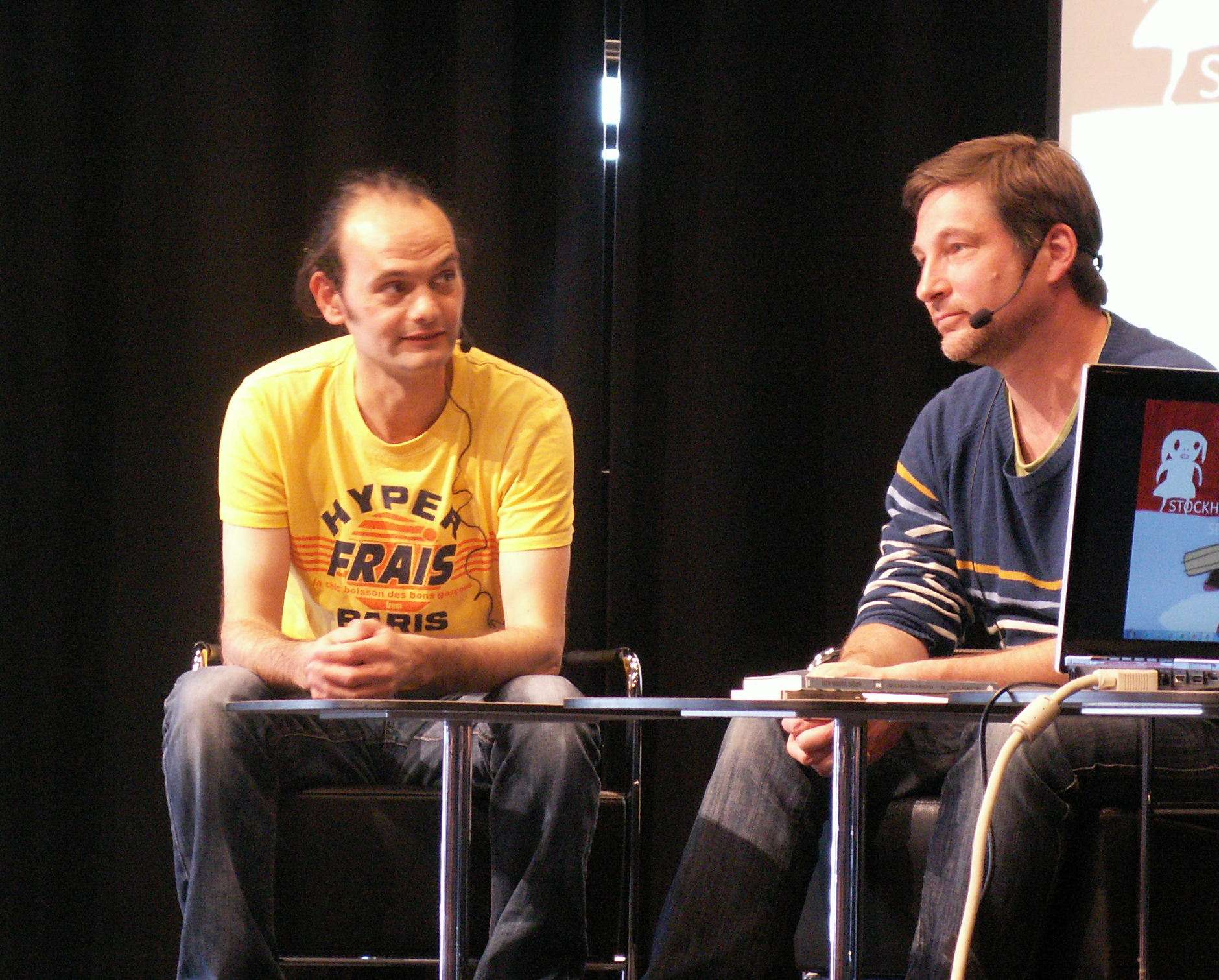
Olivier Martin och Sylvain Runberg på Stockholms internationella seriefestival 2014.

## Produktion och mottagande
Serien är i svart-vitt och tecknad i gråtoner (lavering). På franska är den utgiven som två album om vardera drygt 150 sidor. Den svenska utgivningen 2013–14 är också den i två delar. Till skillnad från den franska utgivningens hårda pärmar i albumformat, publicerades den tvådelade serieromanen på svenska i mjuka pärmar i ett lite mindre format.
Detta relationsdrama i japansk kontorsmiljö kom delvis till på grund av tecknaren Olivier Martins japanska intresse; Martins fru är från Japan, och han har själv bott flera år i landet; Martin bodde två år i Kyoto. Serien visar fram faktiska miljöer i och kring Tokyo, inklusive nöjesdistriktet Shinjuku Golden Gai och den sittande buddhan i Kamakura.
Serien blev belönad med "Silver Award" vid 2011 års utdelning av "International Manga Award", där Japans kulturminister var utdelare. I Sverige tyckte recensenten på Tidningen Kulturen att serien trots den stillsamma inramningen var fängslande och att Tokyo-miljöerna sällan beskrivits så realistiskt som här. Den andra och avslutande volymen överraskade och imponerade på Litteraturmagazinets Sebastian Lönnlöv med sitt intrigbygge och hastiga vändning. Fram till 2014 har serien dock endast kommit ut på franska samt i svensk översättning.
Nattklubbslåten på sid 48–48 (svensk numrering) i bok två är en specialskriven text av Sylvain Runberg. På Stockholms internationella seriefestival 2014 avslöjade han att den franska gruppen Glam Glitters 2014 gjorde en låt baserad på Runbergs text, som i serien inleds som "The sky is turning red, but I felt my eyes starin'".

## Galleri

Den sittande buddhan i Kamakura, där seriens Satoshi har sin familj.
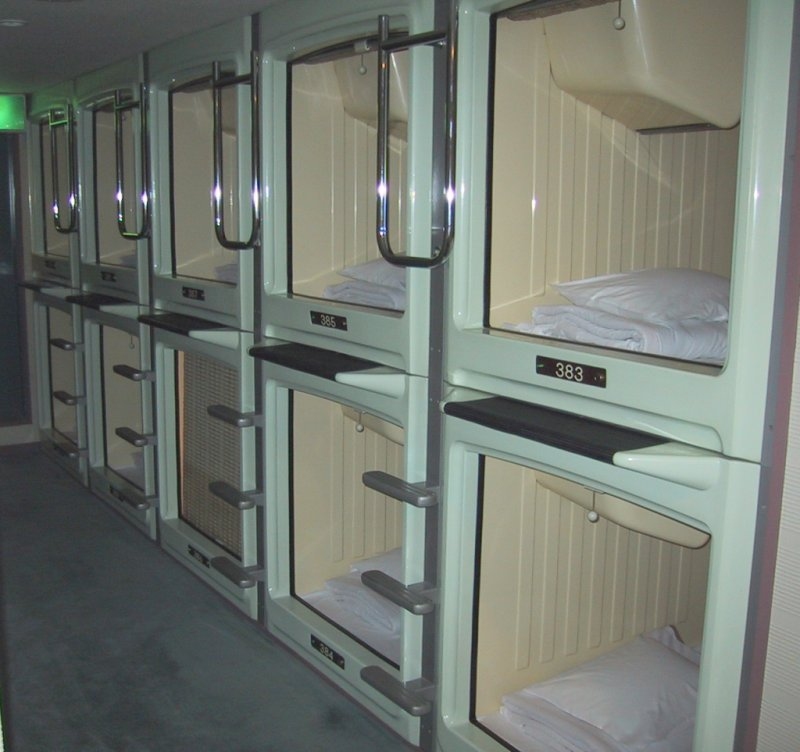
Själv bor Satoshi under veckorna på ett kapselhotell (visuellt inspirerad av Nakagin Capsule Tower).
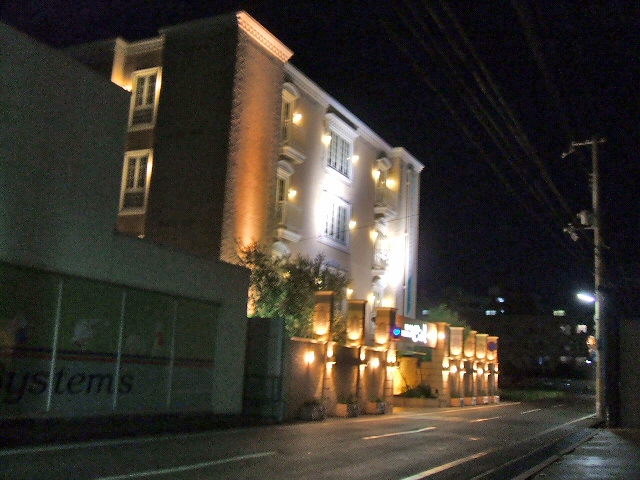
Under berättelsens gång besöker Satoshi även ett kärlekshotell.
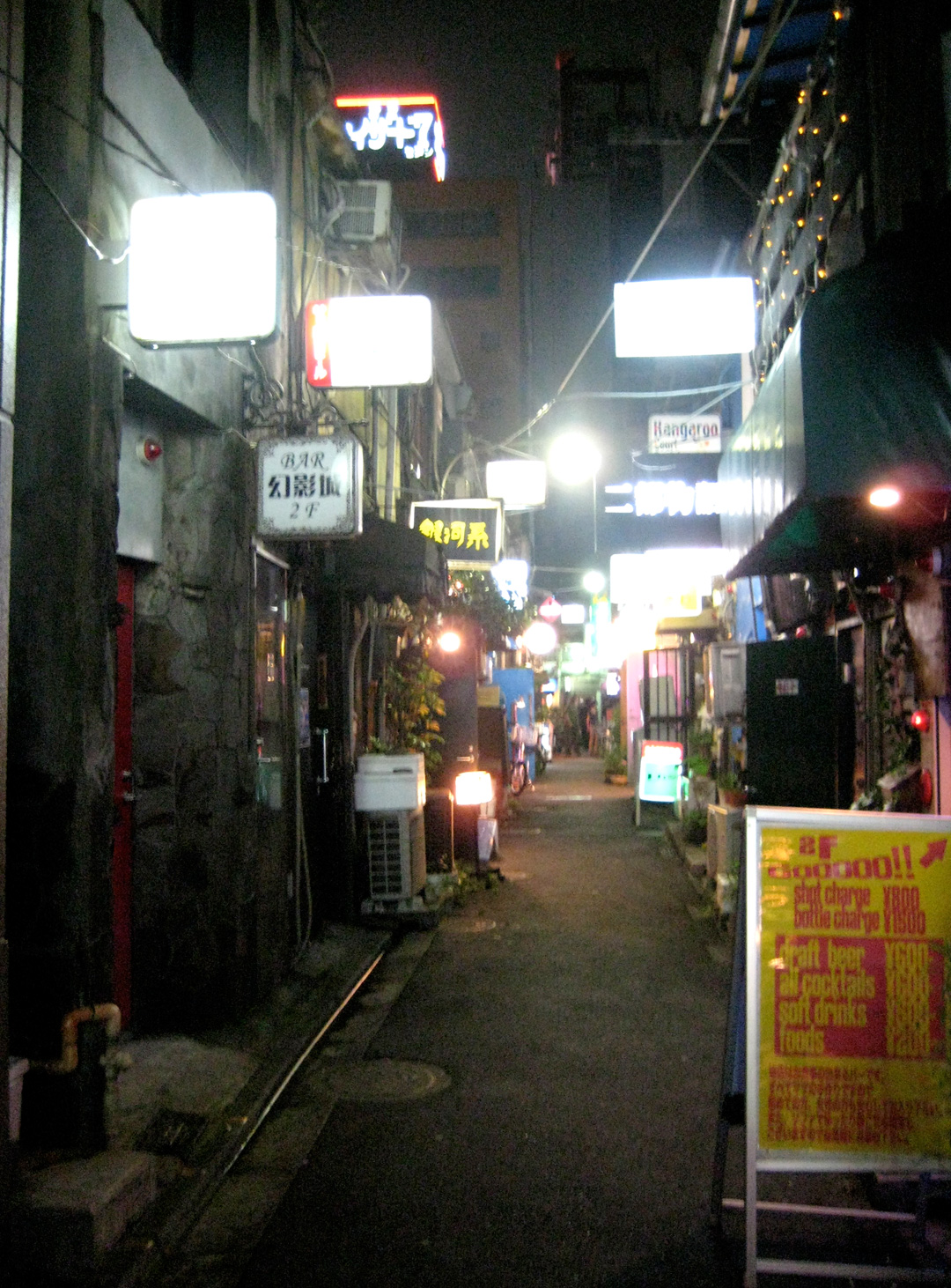
Satoshis chef drar med personalen ut på blöta kvällar på stan, som till Golden Gai.